# Route 253 (Nouvelle-Écosse)
Pour les articles homonymes, voir Route 253.
La route 253 est une route secondaire de la Nouvelle-Écosse d'orientation sud-nord, située dans le sud de la province, au sud d'Halifax. Elle est une route faiblement empruntée. De plus, elle mesure 13 kilomètres, et est une route asphaltée sur l'entièreté de son tracé.

## Tracé
La route 253 débute à Herring Cove, sur la route 349. Elle suit la côte du havre d'Halifax pour 13 kilomètres, traversant notamment Purcells Cove. Elle est d'ailleurs nommée du même nom. Elle se termine à nouveau sur la route 349, dans le quartier d'Halifax nommé Armsdale.

## Intersections principales
| Route 349       |              |    |                                                |                          |
| Comté           | Location     | km | Intersection/Destinations                      | Notes                    |
| Comté d'Halifax | Herring Cove | 0  | R-349, Dunvans Cove, Sambro                    | extrémité sud de la 349  |
| Comté d'Halifax | Halifax      | 13 | R-349, vers R-3 et R-102, Halifax centre-ville | extrémité nord de la 349 |

## Communautés traversées
1. Herring Cove
2. Fergusons Cove
3. Purcells Cove
4. Halifax